# Galgenberg (Weimar)

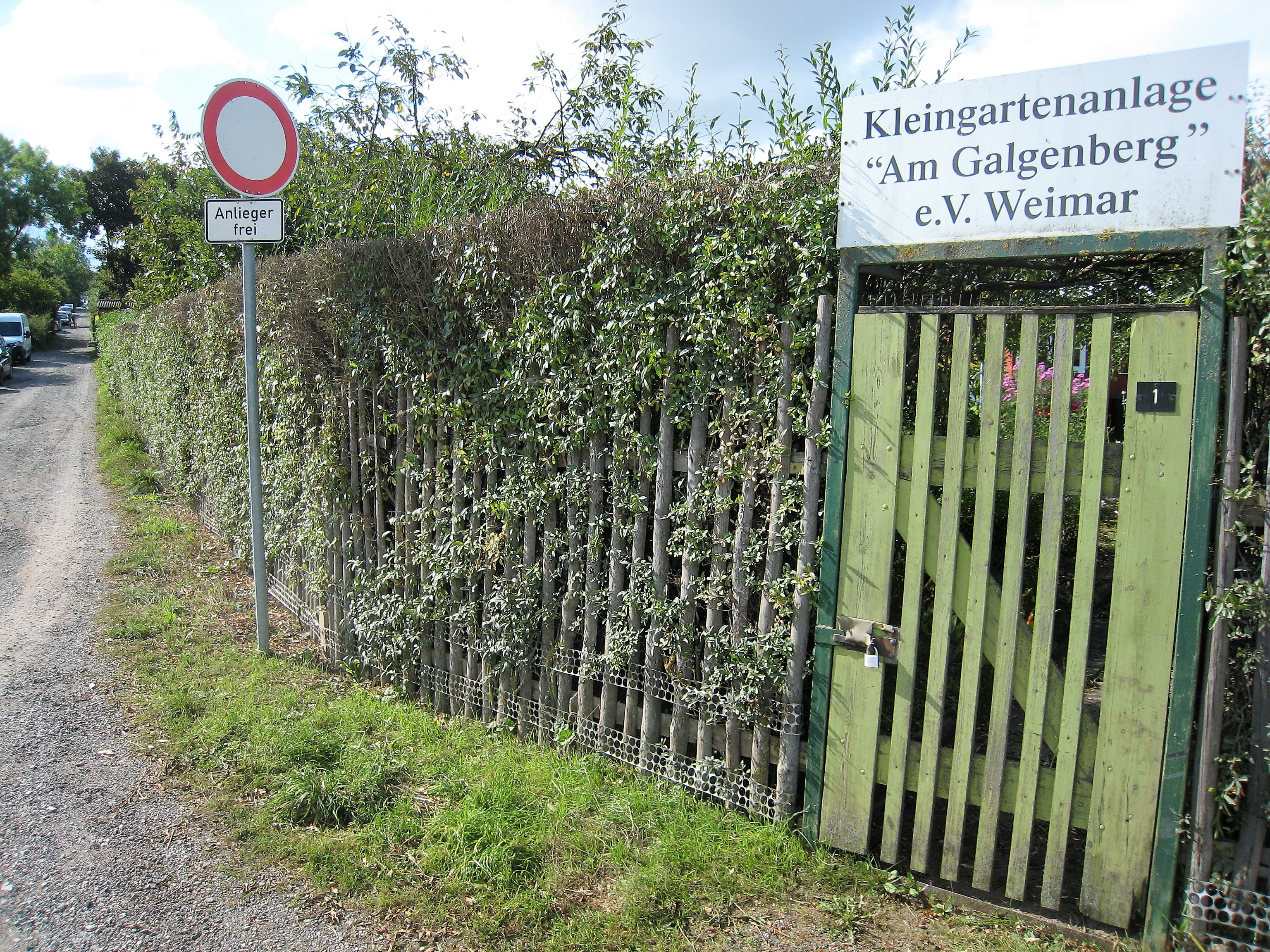
Kleingartenanlage Am Galgenberg, Blick bergaufwärts in Richtung Erfurter Straße

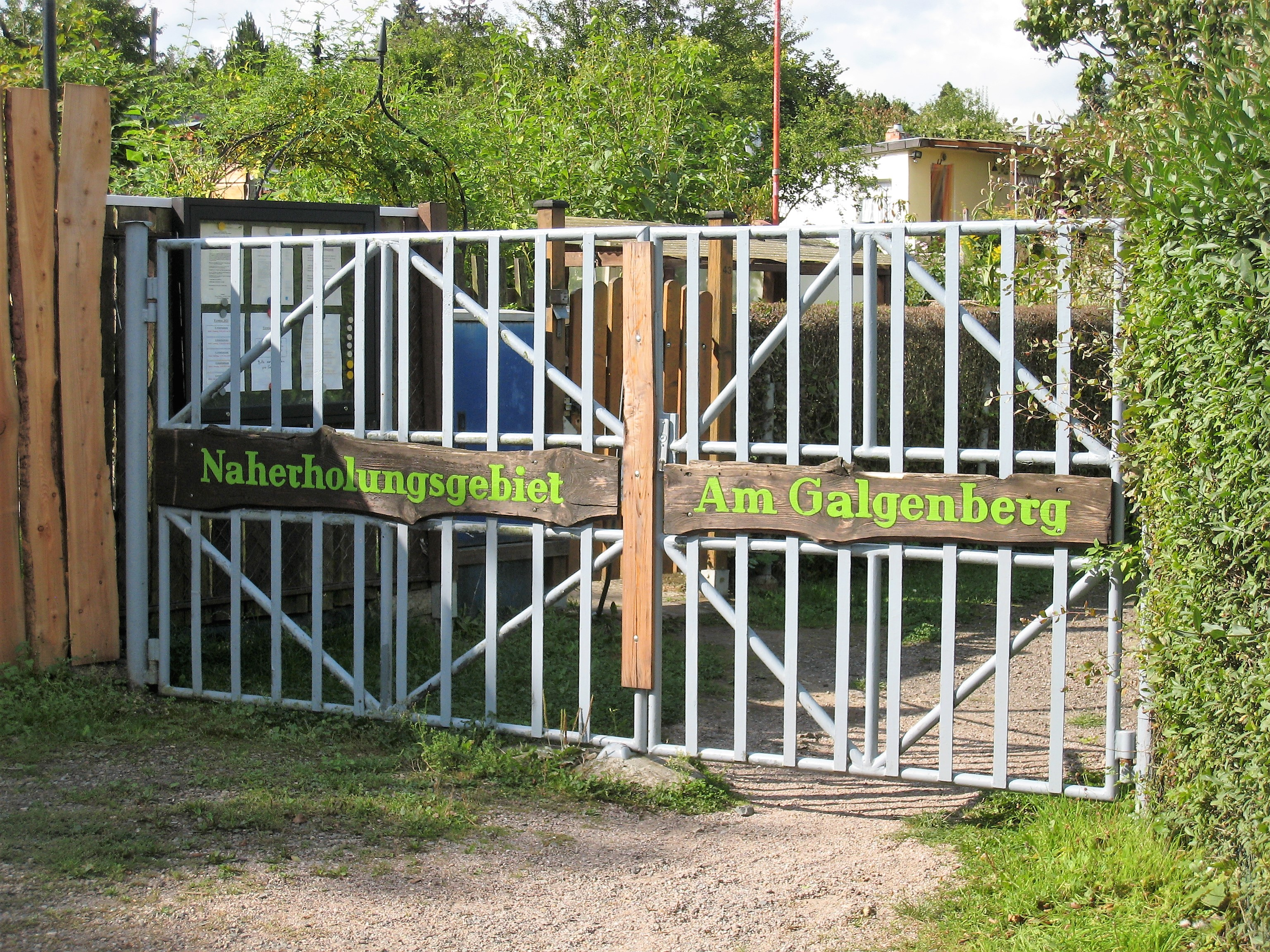
Erholungsgebiet Am Galgenberg

## Lage
Der Galgenberg ist eine zusammenhängende Erhebung bei Weimar nördlich der Bundesstraße 7 zwischen Weimar und Tröbsdorf, die sich mit dem Ilmgraben in nordwestlicher Richtung fortsetzt. War vorher eine Kirschplantage dort, so ist es heute eine Kleingartenanlage, die von der  Erfurter Straße bis zur Schwanseestraße reicht. Die tektonische Störung zeigt sich an einem kurzen Steilanstieg an der Erfurter Straße, die durch das Hervortreten der Trochitenkalkstufe des oberen Muschelkalks bewirkt wird. Die Höhe liegt bei 270 m. Die Lage der Straße und der Gartenanlage ist nicht ganz identisch mit der des Galgenberges. Einigermaßen sicher ist jedoch, dass sich der Galgenberg nicht allzu weit vom Wallendorfer Heimrichstisch befand, da eine Zeichnung von Alt-Wallendorf auch einen Galgen darstellt nahe am Blattrand, der der Lage grob entspricht.

## Geschichte
Wie der Name des Berges besagt, wurde hier wohl Halsgericht mit Galgen vollzogen, wenn auch nicht ausschließlich. So wurde der Berg 1431 „obir denn gerichte“, 1557 „aufn gallgenberg“ und 1792 schließlich „und dem gerichte oder Justizstätte zu gelegen“ bezeichnet. Johanna Catharina Höhn wurde am 28. November 1783 vor dem ÄußerenErfurter Tor, welches etwa der Lage des Torhaus an der Erfurter Straße entspricht, auf dem Galgenberg mit dem Schwert enthauptet. Das Richtschwert ist erhalten geblieben unter Inv.-Nr. 3n L FB 1203 und befindet sich im Stadtmuseum Weimar. Die letzte Hinrichtung auf dem Galgenberg fand am  29. November 1833 statt. Diese war mit dem Galgen an Johann Friedrich Adam Elschner wegen Raubmordes vollzogen worden. In diesem Jahr wurde die Hinrichtungsstätte am Galgenberg mit Elschners Hinrichtung letztmals benutzt und dann abgebrochen.
Eine Straße zwischen der Erfurter Straße, die an der Kleingartenanlage vorbeiführt, und der Georg-Haar-Straße heißt Galgenberg. 
Der Galgenberg war nicht die einzige Richtstätte in Weimar. Nachweisbar sind hierzu auch die auf dem Schweinsmarkt, dem heutigen Goetheplatz und eine am Eisfeld. Seit 1878 wurden die Hinrichtungen im Gebäude des Landgerichts gegenüber dem Donndorfbrunnen, dessen Gebäude im 2. Weltkrieg zerstört wurde, vollzogen. Bis dahin waren Hinrichtungen ein öffentliches Spektakel. Wenngleich auch keine Richtstätte, so ist hier auch das in der Jakobsvorstadt Wagnergasse 36 befindliche Scharfrichterhaus zu nennen als Wohnsitz der Scharfrichter.